# PA Md. 1986
Pușca automată, calibrul 5,45 mm, Model 1986 (abreviere PA Md. 1986, PA Md. 86 sau simplu Md. 86) este o armă de foc individuală românească fabricată de Uzina Mecanică Cugir. Este succesoarea modelului PM Md. 1963/65 de calibrul 7,62 mm, deși nu a înlocuit complet acest model din dotarea armatei române. PA Md. 1986 reprezintă arma standard a trupelor române în teatrele de operațiuni. Programul de înzestrare Sistem armament individual tip NATO prevede înlocuirea PA Md. 1986 cu un model nou: arma de asalt calibrul 5,56 mm.

## Istorie

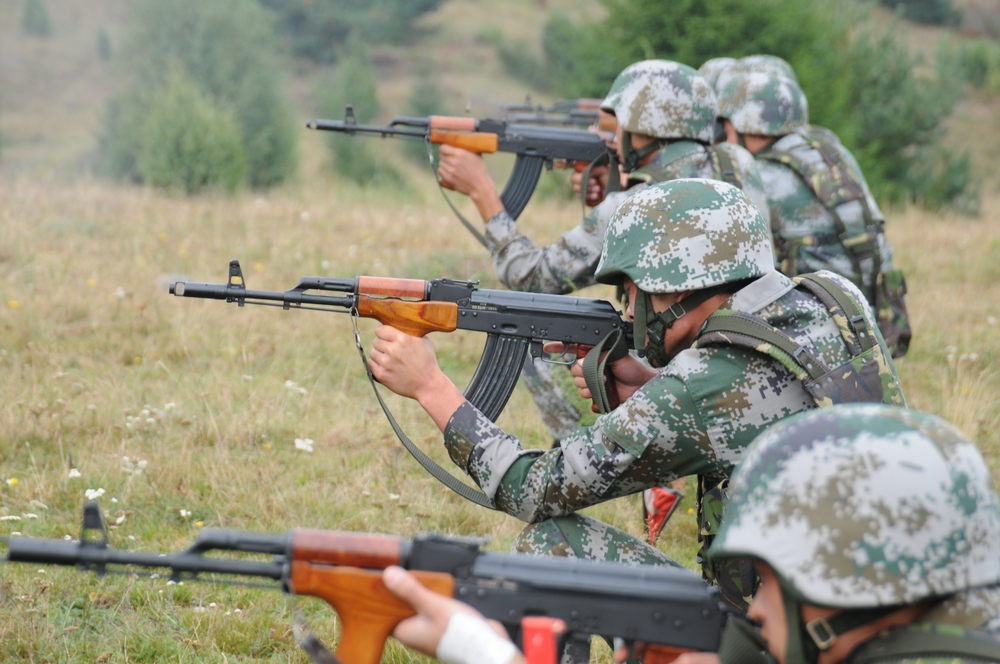
Soldați chinezi în timpul tragerilor cu PA Md. 1986 (exercițiul militar româno-chinez „Friendship Action 2009” din România).

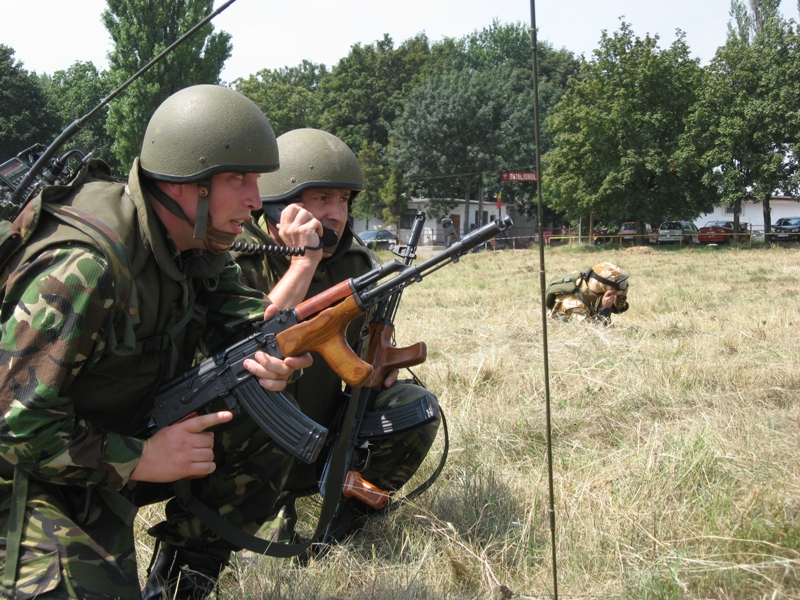
Soldați români în timpul tragerilor cu PA Md. 1986.

La sfârșitul anilor 1960 și începutul anilor 1970, inginerii sovietici au studiat exemplare ale puștii de asalt M16, capturate în Vietnam de către forțele nord-vietnameze. În urma testelor comparative, cartușul de calibrul 5,56 mm s-a dovedit a fi superior celui sovietic de 7,62 mm. Muniția puștii de asalt M16 avea viteză mare la impact și producea șoc hidrostatic. Concomitent, avea tendința de a se rostogoli în țesutul uman după impact, producând astfel răni adânci. Inginerii sovietici au decis proiectarea unei muniții asemănătoare. Rezultatul a fost apariția cartușului de calibrul 5,45 mm în anul 1974. Pistoalele-mitralieră AKM au fost recalibrate și redenumite AK-74, având și unele elemente constructive noi. Noul pistol-mitralieră a fost introdus în dotarea armatei sovietice la sfârșitul anilor 1970.
România, membră a Tratatului de la Varșovia, a decis trecerea la noul calibru la începutul anilor 1980. În loc să fabrice direct o copie a automatului AK-74, conducerea de la București a decis dezvoltarea unei arme independent de cea sovietică. Rezultatul, Pușca Automată Model 1986, deși similară familiei AK-74, avea unele elemente constructive proprii. Prima versiune a automatului avea patul din lemn al armei PM Md. 1963 (versiunea autohtonă a pistolului-mitralieră AKM) pentru a facilita producția. Versiunea ulterioară era dotată cu un pat rabatabil similar pistolului-mitralieră MPi-KMS-72, o versiune a automatului AKMS fabricată în Republica Democrată Germană la începutul anilor 1970. Ambele versiuni foloseau de obicei un uluc specific, cu mâner în partea inferioară (al doilea mâner al armei, diferit de mânerul-pistol). Ulucul era înlocuit cu un model fără mâner în cazul dotării armei cu aruncătorul de grenade de mână AG-40 sau în cazul în care arma era folosită de trupele speciale. A existat și o versiune cu țeavă scurtă (carabină), proiectată pentru trupele speciale. Aceasta nu putea fi dotată cu baionetă, cătarea era montată direct pe tubul de gaze și avea un ascunzător de flăcări în locul dispozitivului multifuncțional care servește drept frână de gură, ascunzător de flăcări și compensator de recul la modelul de bază. Toate versiunile PA Md. 1986 puteau executa foc semiautomat, automat și rafale a câte 3 cartușe.
În anul 1997 a apărut o nouă versiune a PA Md. 1986, denumită Model 1997. Aceasta folosește calibrul 5,56 mm și, cu excepția adaptărilor pentru calibrul diferit, este aproape identică cu originalul. Romarm oferă și o versiune cu țeavă scurtă a acestui model. Model 1997 a fost înlocuită în oferta de export a Romarm de Model 2000, o versiune modernizată.
PA Md. 1986 este arma standard a infanteriei române în teatrele de operațiuni. Deși reprezintă succesoarea modelului PM Md. 1963/65, PA Md. 1986 nu a înlocuit complet acest model din dotare. Ambele vor fi înlocuite de noua armă de asalt de calibrul 5,56 mm, aflată în prezent în faza de testare.

## Variante

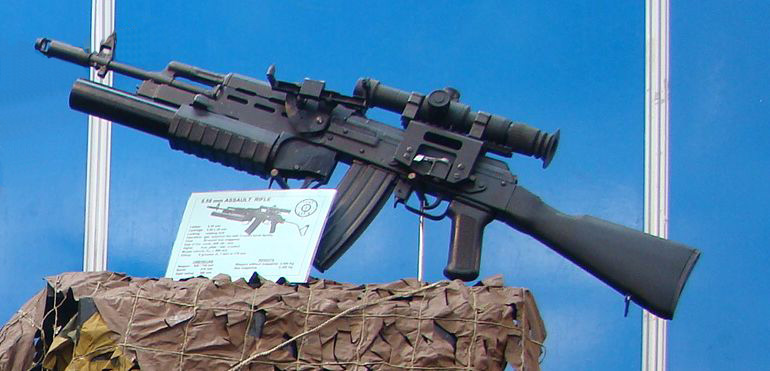
PA Md. 2000 cu lunetă IOR și AG-40.

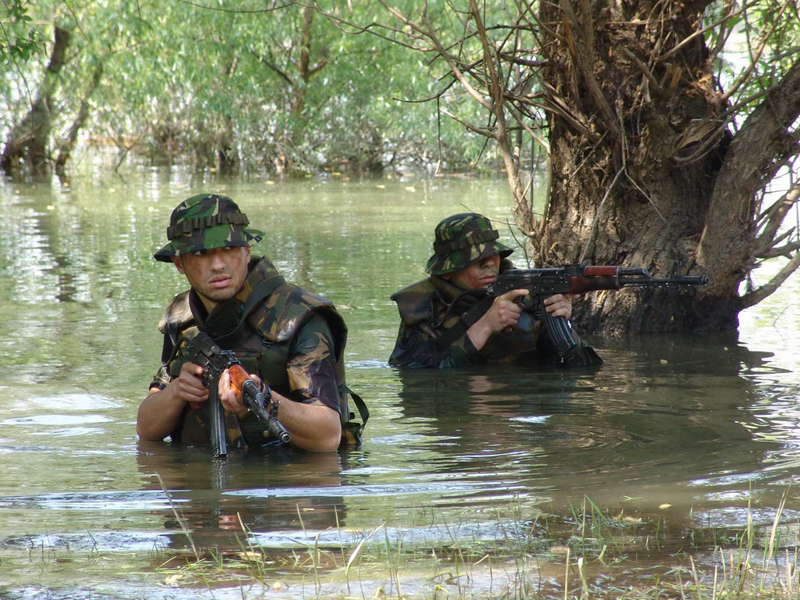
Soldați din GNFOS echipați cu PA Md. 1986 cu uluc fără mâner.

- PA Md. 1986 modelul original de calibrul 5,45 mm
  - cu pat din lemn.
  - cu pat rabatabil.
  - carabină.
- PA Md. 1997 versiune 5,56 mm:
  - cu pat rabatabil.
  - carabină.
- PA Md. 2000 versiune îmbunătățită de calibrul 5,56 mm a PA Md. 1997:
  - cu pat fix
  - cu pat rabatabil

## Utilizatori
- Afganistan
- Georgia[9]
- Paraguay
- România